# ガラビア

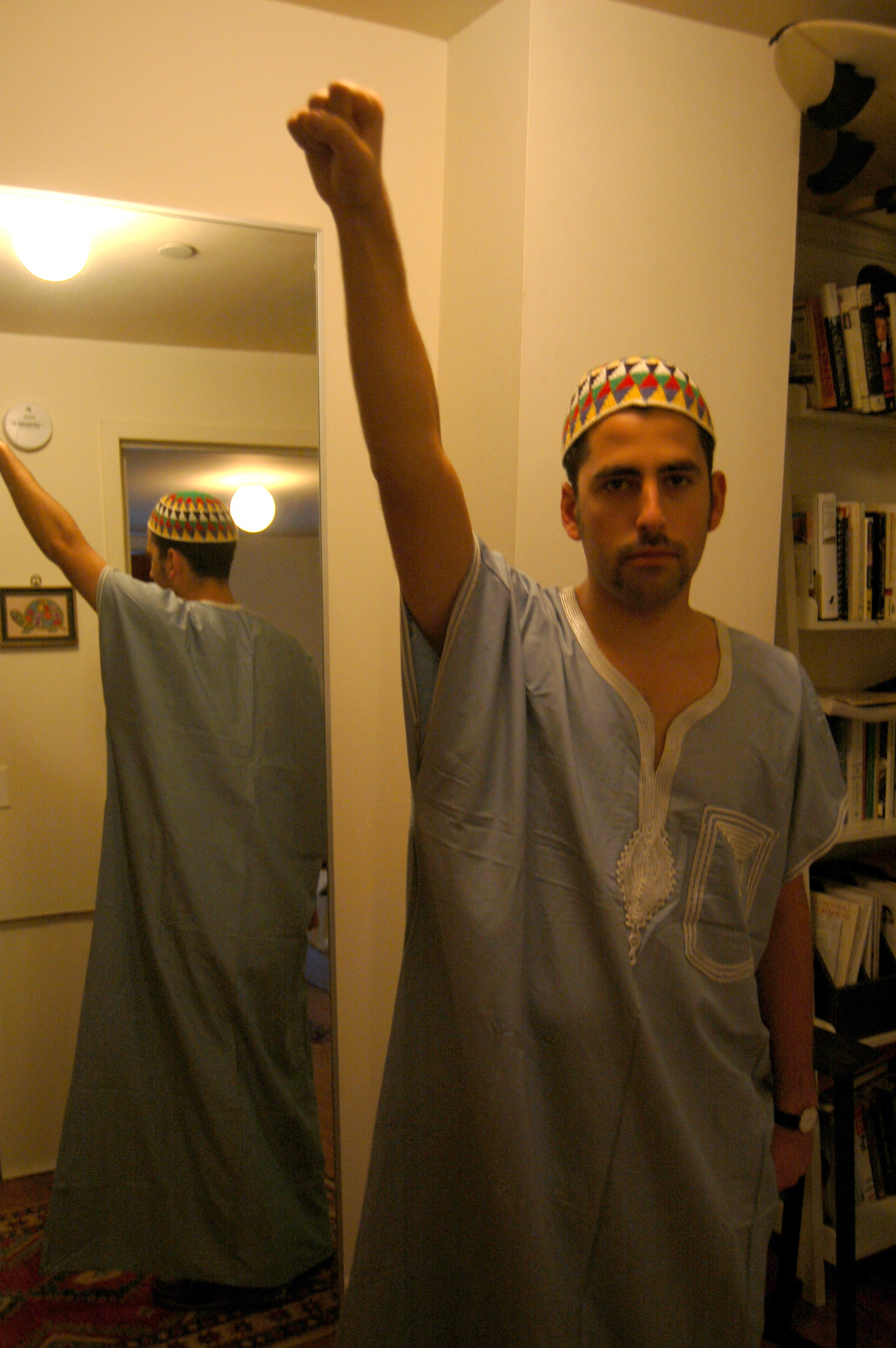
鏡の前に立つガラビアを着用した男性

ガラビア (アラビア語エジプト方言： الجلابية)は、エジプトの民族衣装である。

## 概要
エジプトでは男女ともに着用する民族衣装である。
木綿、麻、モスリンなどで作る緩やかなワンピースで、色彩は白 - 茶、黒 - 青の地味な色彩で無地かイギリスで「エジプトの縞」と呼ばれた太目の縞模様が多い。
アラブ民族のタウブと呼ばれるゆったりしたワンピースが原型であるとされる。

## 着装
貫頭衣仕立てで裾長 (足首丈) のワンピースで、袖口と裾がやや広がって風通しがよくなっている。
帯や腰紐など、体を締め付け風通しを悪くするような物は一切使わず緩やかに着装するのが特徴。
下着として綿のアンダーシャツを着る。
現代エジプトでは、ルクソールなど地方の水売りなどを営む労働者に着用例が見られるほか、都市部では欧風のスーツの上からガラビアを羽織り頭巾を被るスタイルがよく見られる。